# Richland (Geórgia)
Richland é uma cidade localizada no estado americano de Geórgia, no Condado de Stewart.

## Demografia
Segundo o censo americano de 2000, a sua população era de 1794 habitantes.
Em 2006, foi estimada uma população de 1628, um decréscimo de 166 (-9.3%).

## Geografia
De acordo com o United States Census Bureau tem uma área de 10,8 km², dos quais 10,8 km² cobertos por terra e 0,0 km² cobertos por água. Richland localiza-se a aproximadamente 179 m acima do nível do mar.

## Localidades na vizinhança
O diagrama seguinte representa as localidades num raio de 28 km ao redor de Richland.